# 金珠镇
金珠镇，是中华人民共和国四川省甘孜藏族自治州稻城县下辖的一个乡镇级行政单位。

## 行政区划
金珠镇下辖以下地区：
幸福路社区、东街社区、上茹布村、所瓦村、扎充村、子洛村、平洛七家村、中茹布村洗澡塘村、仲麦村、亚中村、培光村、培中村、扒戈村、上龙古下龙古村和冷巴村。